# Epic Records
Epic Records je americká hudební nahrávací společnost založená v roce 1953, kterou vlastní Sony BMG. Zpočátku společnost vydávala jazzovou a klasickou hudbu, později začali vydávat i jiné žánry, jako rock and roll, R&B, country až po hard rock.